# Indigofera pruinosa
Indigofera pruinosa är en ärtväxtart som beskrevs av John Gilbert Baker. Indigofera pruinosa ingår i släktet indigosläktet, och familjen ärtväxter. Inga underarter finns listade i Catalogue of Life.